# Rubus amphimalacus
Rubus amphimalacus es una especie de planta del género Rubus, perteneciente a la familia Rosaceae.

## Taxonomía
Rubus amphimalacus fue descrita por H. E. Weber en 1989.

## Distribución
Se encuentra en el territorio de Francia hasta República Checa.